# Loïs Le Van
Loïs Le Van, né le 23 juin 1984 à Lyon (Rhône), est un compositeur, chanteur et enseignant de jazz français.

## Biographie
D'abord formé au Conservatoire national supérieur de musique et de danse de Lyon, Loïs Le Van poursuit sa formation en Californie, où il étudie en 2006 avec Roger Letson au De Anza College. Il participe alors à des master class, notamment de Kurt Elling. Il obtient en 2012 un master de jazz vocal au Conservatoire royal de Bruxelles sous la houlette de David Linx. Diederik Wissels et Daniel Goyone.
Loïs Le Van crée ou participe à de nombreuses formations, dont Loïs Le Van Sextet, Brussels Vocal Project et l'ensemble californien Vocal Flight.
Il participe au groupe belge jazz-rock Canopée « Aveugles Éblouis » et s’investit de plus en plus en tant que sideman, collaborant à l’album  Morning Lights du groupe Grounded de Seb Necca et à l’album  Murmures du groupe éponyme de Tom Bourgeois.
Il contribue à l’album Oh my Love , du Mirifique Orchestra. Parmi ses collaborations  figurent une participation à l’album  L’Hiver  du groupe Theorem of Joy, de même qu’à l’album  Fall  du duo formé par la chanteuse Léa Castro et le pianiste Antoine Delprat.
Aimant la poésie, il crée le projet « Les Yeux de Berthe » avec la pianiste Sandrine Marchetti dont l'opus « Feuilles et Nuages » sort en 2015 et met en musique la poésie contemporaine de Philippe Jaccottet.
En 2019 est enregistré l'album Vind autour des textes de Laura Karst, avec Paul Jarret à la guitare et Sandrine Marchetti au piano. Celui-ci aura une suite en 2022 avec Vind 2.0.
Enseignant en chant jazz au Pôle supérieur de Bourgogne Franche-Comté, il est également investi au sein de l'Association Crest Jazz, à Crest dans la Drôme avec laquelle il a créé l'École de la voix , dont il est l'artiste associé et le directeur pédagogique.

## Discographie

### Comme leader ou co-leader
- 2013 : Loïs Le Van Sextet The Other Side (Hevhetia) avec Thomas Mayade (trompette), Manu Domergue (Cor), Sandrine Marchetti (piano), Leïla Renault (contrebasse), Roland Merlinc (batterie)
- 2015 : Les Yeux de Berthe Feuilles et Nuages (E.P.M.) avec Sandrine Marchetti (piano)
- 2016 : Loïs Le Van Quartet So much more (Hevhetia) avec Sylvain Rifflet (saxophone), Bruno Ruder (piano), Chris Jennings (contrebasse) [7],[8],[9],[10]
- 2016 : Ego System Tombés du ciel (E.P.M) avec Manu Domergue, Léa Castro, Célia Tranchand, Olivier Houser, Emily Allison (chant)
- 2017 : Avec le Bravo Big Bang Rendez-vous à l’Ovyne (Cristal records)[11],[12],[13]
- 2019 : VIND (Cristal Records) avec Paul Jarret (guitare) et Sandrine Marchetti (piano)
- 2022 : VIND 2.0 (Cristal Records) avec Paul Jarret (guitare) et Sandrine Marchetti (piano)
- 2023 : Les Mots Bleus (avec Alban Darche) (Yolk Records)

### Comme sideman
- 2013 : Canopée Aveugles éblouis (auto-produit)
- 2018 : Grounded Morning Light (Hevhetia)
- 2018 : Murmures Murmures avec Tom Bourgeois (Neuklang)[14]
- 2020 : Oh My Love (Arties) avec le Mirifique Orchestra
- 2020 : Autumn de Fall (Jazz Family) de Léa Castro et Antoine Delprat
- 2020 : Mes Comptines Jazz pour Auzou Editions
- 2021 : Rumeurs de Tom Bourgeois
- 2021 : L'hiver de Theorem Of Joy
- 2021 : Classic Jazz - Divas & Crooners chez Universal
- 2023 : Oh My Love Again (Yolk) avec le Mirifique Orchestra